# Seyssins
Seyssins is een gemeente in het Franse departement Isère (regio Auvergne-Rhône-Alpes). De plaats maakt deel uit van het arrondissement Grenoble. Seyssins telde op 1 januari 2022 8.087 inwoners. 

## Geografie
De oppervlakte van Seyssins bedroeg op 1 januari 2022 8 vierkante kilometer; de bevolkingsdichtheid was toen 1.010,9 inwoners per km². De gemeente is onderdeel van de agglomeratie Grenoble.

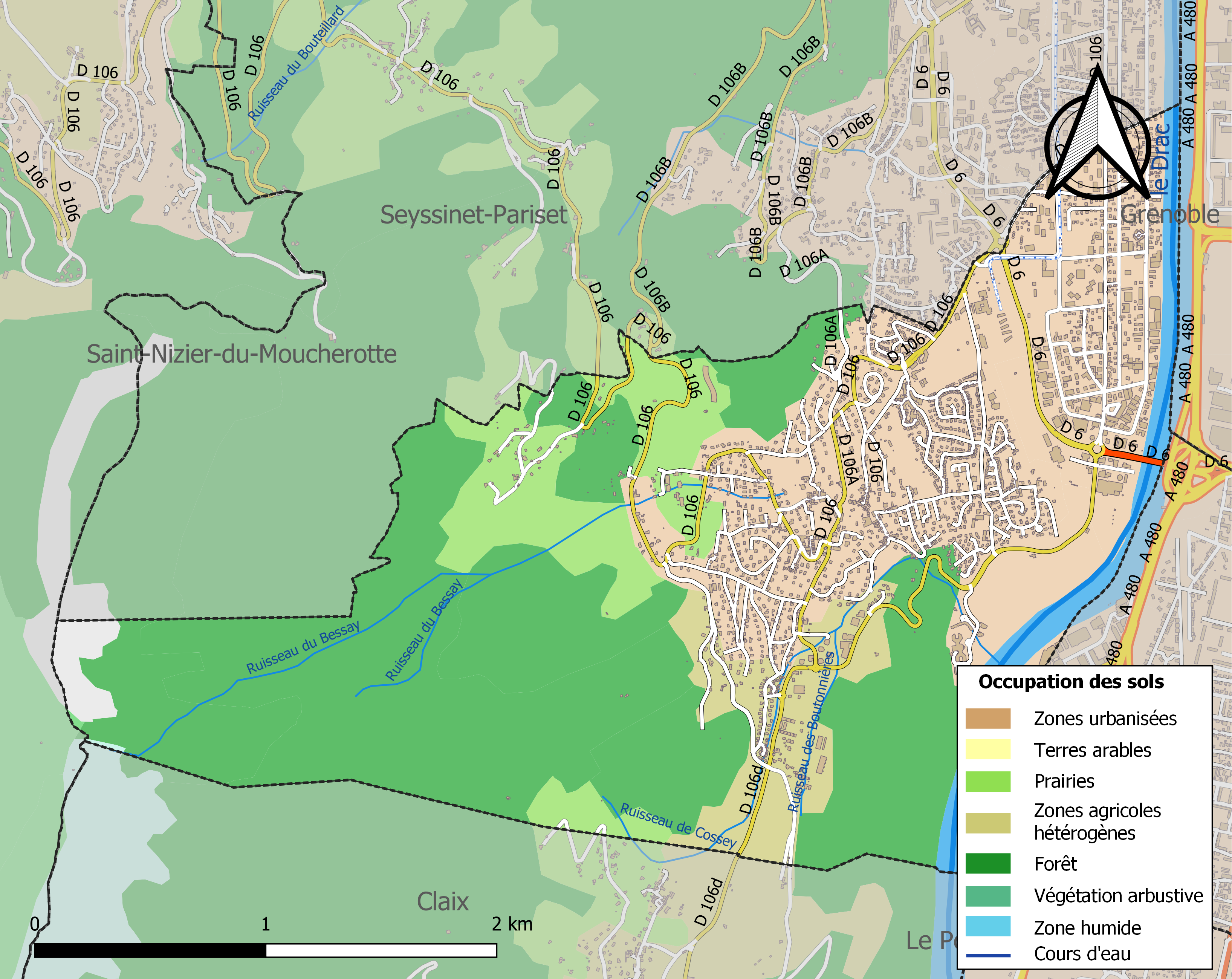
Kaart van de gemeente met de belangrijkste infrastructuur, bodemgebruik en omliggende gemeenten

## Demografie
Onderstaande figuur toont het verloop van het inwonertal (bron: INSEE-tellingen).